# Burundi aux Jeux olympiques d'été de 2012
Le Burundi participe aux Jeux olympiques d'été de 2012 à Londres au Royaume-Uni du 27 juillet au 12 août de cette même année, pour une 5e participation à des Jeux d'été.

## Athlétisme
Les athlètes du Burundi ont jusqu'ici atteint les minima de qualification dans les épreuves d'athlétisme suivantes (pour chaque épreuve, un pays peut engager trois athlètes à condition qu'ils aient réussi chacun les minima A de qualification, un seul athlète par nation est inscrit sur la liste de départ si seuls les minima B sont réussis), :
Légende
- Note : le rang attribué pour les courses correspond au classement de l'athlète dans sa série uniquement.
- Q = Qualifié pour le tour suivant
- q = Qualifié au temps pour le tour suivant (pour les courses) ou qualifié sans avoir atteint les minima requis (lors des concours)
- NR = Record national
- N/A = Tour non-disputé pour cette épreuve

Hommes
| Athlète           | Épreuve | Série          | Série | Finale       | Finale       |
| Athlète           | Épreuve | Résultat       | Rang  | Résultat     | Rang         |
| ----------------- | ------- | -------------- | ----- | ------------ | ------------ |
| Olivier Irabaruta | 5 000 m | 13 min 46 s 25 | 14    | Non qualifié | Non qualifié |

Femmes
| Athlète            | Épreuve  | Série         | Série | Demi-finale   | Demi-finale | Finale        | Finale |
| Athlète            | Épreuve  | Résultat      | Rang  | Résultat      | Rang        | Résultat      | Rang   |
| ------------------ | -------- | ------------- | ----- | ------------- | ----------- | ------------- | ------ |
| Francine Niyonsaba | 800 m    | 2 min 07 s 57 | 1 Q   | 1 min 58 s 67 | 2 Q         | 1 min 59 s 63 | 7      |
| Diane Nukuri       | Marathon | NC            | NC    | NC            | NC          | 2 min 30 s 12 | 31     |

## Judo
Le Burundi a 1 judoka invité.
Femmes
| Athlète             | Épreuve       | 1/16 de finale          | 1/8 de finale       | Quarts de finale    | Demi-finales        | Repêchage 1         | Repêchage 2         | Finale              | Finale        |
| Athlète             | Épreuve       | Adversaire Résultat     | Adversaire Résultat | Adversaire Résultat | Adversaire Résultat | Adversaire Résultat | Adversaire Résultat | Adversaire Résultat | Rang          |
| ------------------- | ------------- | ----------------------- | ------------------- | ------------------- | ------------------- | ------------------- | ------------------- | ------------------- | ------------- |
| Odette Ntahonvukiye | Plus de 78 kg | Audrey Koumba 0000–0020 | Non qualifiée       | Non qualifiée       | Non qualifiée       | Non qualifiée       | Non qualifiée       | Non qualifiée       | Non qualifiée |

## Natation
Le Burundi a obtenu deux places pour l'universalité de la part de la FINA.
Hommes
| Athlète         | Épreuve          | Séries        | Séries | Demi-finales | Demi-finales | Finale       | Finale       |
| Athlète         | Épreuve          | Temps         | Rang   | Temps        | Rang         | Temps        | Rang         |
| --------------- | ---------------- | ------------- | ------ | ------------ | ------------ | ------------ | ------------ |
| Beni Binobagira | 100 m nage libre | 1 min 04 s 57 | 56     | Non qualifié | Non qualifié | Non qualifié | Non qualifié |

Femmes
| Athlète         | Épreuve         | Séries  | Séries | Demi-finales  | Demi-finales  | Finale        | Finale        |
| Athlète         | Épreuve         | Temps   | Rang   | Temps         | Rang          | Temps         | Rang          |
| --------------- | --------------- | ------- | ------ | ------------- | ------------- | ------------- | ------------- |
| Elsie Uwamahoro | 50 m nage libre | 33 s 14 | 66     | Non qualifiée | Non qualifiée | Non qualifiée | Non qualifiée |